# Bohdanówka (rejon smorgoński)
Bohdanówka − dawniej folwark, obecnie część Rakowców na Białorusi, w obwodzie grodzieńskim, w rejonie smorgońskim, w sielsowiecie Krewo.

## Historia
W czasach zaborów folwark i osada młyńska w gminie Krewo, w powiecie oszmiańskim, w guberni wileńskiej Imperium Rosyjskiego. W 1905 roku folwark liczył 15 mieszkańców, 327 dziesięcin; osada młyńska liczyła 3 mieszkańców. Obydwie miejscowości należały do Dobrzyńskiego.
W latach 1921–1945 folwark leżał w Polsce, w województwie wileńskim, w powiecie oszmiańskim, w gminie Krewo.
W 1931 w 1 domu zamieszkiwało 18 osób.
Wierni należeli do parafii rzymskokatolickiej w Krewie i prawosławnej w Sućkowie. Miejscowość podlegała pod Sąd Grodzki w Smorgoniach i Okręgowy w Wilnie; właściwy urząd pocztowy mieścił się w Krewie.
Po II wojnie światowej w granicach Związku Sowieckiego. Od 1991 w niepodległej Białorusi.